# Tilbage til fremtiden
Tilbage til fremtiden (eng. org. titel Back to the Future) er en amerikansk science fiction/komedie film fra 1985, instrueret af Robert Zemeckis og med Michael J. Fox i hovedrollen.
Filmen blev efterfulgt af Tilbage til fremtiden II og Tilbage til fremtiden III.

## Handling
Filmen handler om den excentriske gale videnskabsmand Doc Brown (Christopher Lloyd), der har opfundet en tidsmaskine. Hans meget unge ven, 17-årige Marty McFly (Michael J. Fox), rejser ved et uheld 30 år tilbage i tiden, hvor han desværre medvirker til at hans forældre ikke mødes. Og hvis ikke hans forældre mødes er hans eksistens truet, for så vil han aldrig blive født. Helt galt går det, da hans mor forelsker sig i en helt anden fyr, nemlig ham selv. Nu må Marty opsøge Doc Brown i 1955, for at vende tilbage til fremtiden. Men inden da, er der lige et par ting, der skal på plads. 

## Eksterne Henvisninger
- Tilbage til fremtiden på Internet Movie Database (engelsk)
- Tilbage til fremtiden på Filmdatabasen
- Tilbage til fremtiden på Scope
- Tilbage til fremtiden i Svensk Filmdatabas (svensk)
- Tilbage til fremtiden i Svensk mediedatabas (svensk)
- Tilbage til fremtiden på AlloCiné (fransk)
- Tilbage til fremtiden på MovieMeter (nederlandsk)
- Tilbage til fremtiden på AllMovie (engelsk)
- Tilbage til fremtiden hos American Film Institute (engelsk)
- Tilbage til fremtiden hos British Film Institute (engelsk)

1. ↑  Navnet er anført på svensk og stammer fra Wikidata hvor navnet endnu ikke findes på dansk.